# ヒレレズ
ヒレレズ（デンマーク語: Hillerød [ˈhiləˌʁœðˀ]）は、デンマークのシェラン島北部にある都市。人口は3万5357人（2022年1月1日現在）で、国内に5つある地域のひとつ、首都地域の中心地である。シェラン島ではコペンハーゲン、ヘルシンゲルに次ぐ第三の都市である。

## 現況
富裕な貿易と文化のまちヒレレズは、市街のフレデリクスボー城で知られる。またワークショップや遊技場に取り囲まれたヒレレズ知識・文化公園は、美術や音楽、演劇を兼ね備えた文化センターである。

## 経済・教育
ヒレレズでは6割の市民が正社員で、そのほとんどは高い資質と教育水準を持っている。製薬、製造、教育といった産業が支配的で、北シェラン・ビジネス・アカデミー、ヒレレズ技術学校、ヒレレズ・ビジネス・スクール、ヒレレズ工業高校、フレデリクスボー高校、VUC、ヒレレズ教員養成大学などの短期・中期教育機関がある。デンマーク薬科養成大学「ファルマコン」も市内に位置する。

## 観光名所
歴代のデンマーク王の居城フレデリクスボー城は現在、一般に公開され、フレデリクスボー博物館と国立歴史博物館が併設されている。広大なバロック様式の庭園もある。
「町の博物館」ではヒレレズの歴史が常設展示されている。
「ボイラー室」では特別展示がされる。2005年のテーマはシェラン島北部の古代・中世史であった。
アーベルホルト修道院は、聖アウグスチノ修道会の北欧最大級の修道院である。エシルソー修道院の改築のため、1175年から翌年にフランス人の修道士アーベルホルトのギヨーム（後に聖人）によって建てられた。彼はこの件で、デンマークの大司教で政治家のアブサロンに召された。宗教改革後の1536年に土地は収用され、建物は取り壊された。一部のれんがはフレデリクスボー城の建設工事に転用された。
エスルム修道院は1151年に建てられた、シトー会修道院である。かつては複数の建物からなったがいまは一棟を残すのみで、シトー会に関する常設展示がなされている。丸天井の通廊にレストランが一軒ある。

## 自然
ヒレレズは北にグリブショウ、南にストーレ・ディレハーヴェの森がひかえる。国内で二番目に大きい森であるグリブショウの森は、同時に有数の湖沼地帯でもある。フレデリクスボー城の宮殿もこの森に近い。
これらの森林ではシカなどの野生動物がみられる。

## 出身人物
- ダヴィド・イェンセン - サッカー選手
- ピーダ・ヤアアンスン - ボクサー
- ヤアアン・ゲーブリエルスン - 射撃競技選手
- ピーア・サアアンスン - 水泳選手
- トミ・ニルセン - 自転車競技選手
- ルイース・ルクスボー - ハンドボール選手
- スタイン・ボンデ - ハンドボール選手
- マルクス・クレベリー - ハンドボール選手
- アンドレアス・スコフ・オルセン - サッカー選手
- イェンス・オドゴール - サッカー選手